# Martin Bengtsson
Martin Bengtsson (Örebro, 13 marzo 1986) è un ex calciatore svedese.

## Calciatore
Centrocampista centrale cresciuto nell'Örebro, nei primi anni del nuovo millennio finì nel mirino di Ajax e Chelsea, salvo poi scegliere l'Inter che lo prelevò nel gennaio 2004, aggregandolo alla formazione Primavera. A Milano non resse il peso della notorietà, cadendo in una forte depressione che lo costrinse ad un precoce ritiro l'anno seguente a soli 19 anni. Dal suo libro autobiografico I skuggan av San Siro, che tratta questa sua esperienza, è stato tratto il film Tigers.